# عبد السلام الشريف (فنان تشكيلي)
عبد السلام الشريف (1911 - 1997)، هو فنان تشكيلي مصري، واحد من أبرز مبدعي الفن التشكيلي. وينتمي إلى جيل الرواد في العصر الحديث، حيت بدأ مسيرته الفنية عام 1935م عقب تخرجه من مدرسة الفنون الجميلة العليا، وقام عام 1970م بتأسيس المعهد العالي للنقد والتذوق الفني وتولى عمادته، كما كان رائداً لفن الإخراج الصحفي، وعمل أستاذ في جامعة الملك عبد العزيز في جدة، ونال جائزة الدولة التقديرية في الفنون، كما ترأس القسم الفني في المعهد الفرنسي للآثار. توفي عام 1997.